# Jean-Antoine Riqueti de Mirabeau
Pour les articles homonymes, voir Mirabeau.
Jean Antoine Riqueti de Mirabeau (1717-1794), frère cadet de Victor Riquetti de Mirabeau, oncle du tribun révolutionnaire Honoré Gabriel Riqueti de Mirabeau, et de André Boniface Louis Riquetti de Mirabeau, fut chevalier de l’ordre de Saint-Jean de Jérusalem, gouverneur de la Guadeloupe où il acquiert le titre de bailli.

## Biographie

### De Riquet à Riqueti
L'origine de la famille reste sujette à caution et deux hypothèses s'y rapportent. La première est qu'elle serait venue d'Italie, la seconde considère que c'est une légende créée de toutes pièces, les Riqueti trouvant leurs origines, non pas en Italie mais à Seyne-les-Alpes, où ils avaient simplement Riquet pour patronyme. Une branche descendit en basse Provence et s’enrichit dans le négoce à Marseille. Ce fut là qu’elle italianisa son nom. Une autre se fixa en Languedoc et Pierre-Paul Riquet, le constructeur du « Canal du Midi » en est issu. 
Quand au XVIe siècle, le magistrat marseillais Jean Riqueti acheta le fief de Mirabeau à Anne de Barras, il s’empressa de déclarer que sa famille était noble depuis des temps immémoriaux. Ce n’était pas par simple besoin de nier sa roture mais pour éviter de verser au Trésor royal le droit de franc-fief qui frappait toute terre noble possédée par un bourgeois. 
Il s’empressa donc de faire dresser un faux arbre généalogique démontrant que ses ancêtres étaient arrivés en Provence au XIVe siècle sous le règne du comte-roi Robert d’Anjou et descendaient d’un noble florentin dénommé Pietro Arrigheti. Ce tour de passe-passe abusa le fisc royal ce qui était le but recherché. 
Cet état de fait fut transformé en droit acquis quand Louis XIV érigea en marquisat les seigneuries des Riqueti en Provence et celles des Riquet en Languedoc. 
La supercherie devenue inutile n’en continua pas moins à être utilisée. Quand Mirabeau descendit en Provence pour se faire élire aux États généraux dans la sénéchaussée d’Aix, il publia, entre autres, un libelle en date du 3 février 1789 qui affirmait : 

« Mes pères, proscrits d’une ville agitée, furent, il y a 520 ans, accueillis dans cette province. »

« Le Flambeau de Provence » faisait ce jour-là remonter son « ancêtre florentin » au temps de Charles Ier d’Anjou, roi de Sicile, d’Épire, d’Albanie et de Jérusalem, qui fut au XIIIe siècle comte de Provence.

### Le bailli de Mirabeau

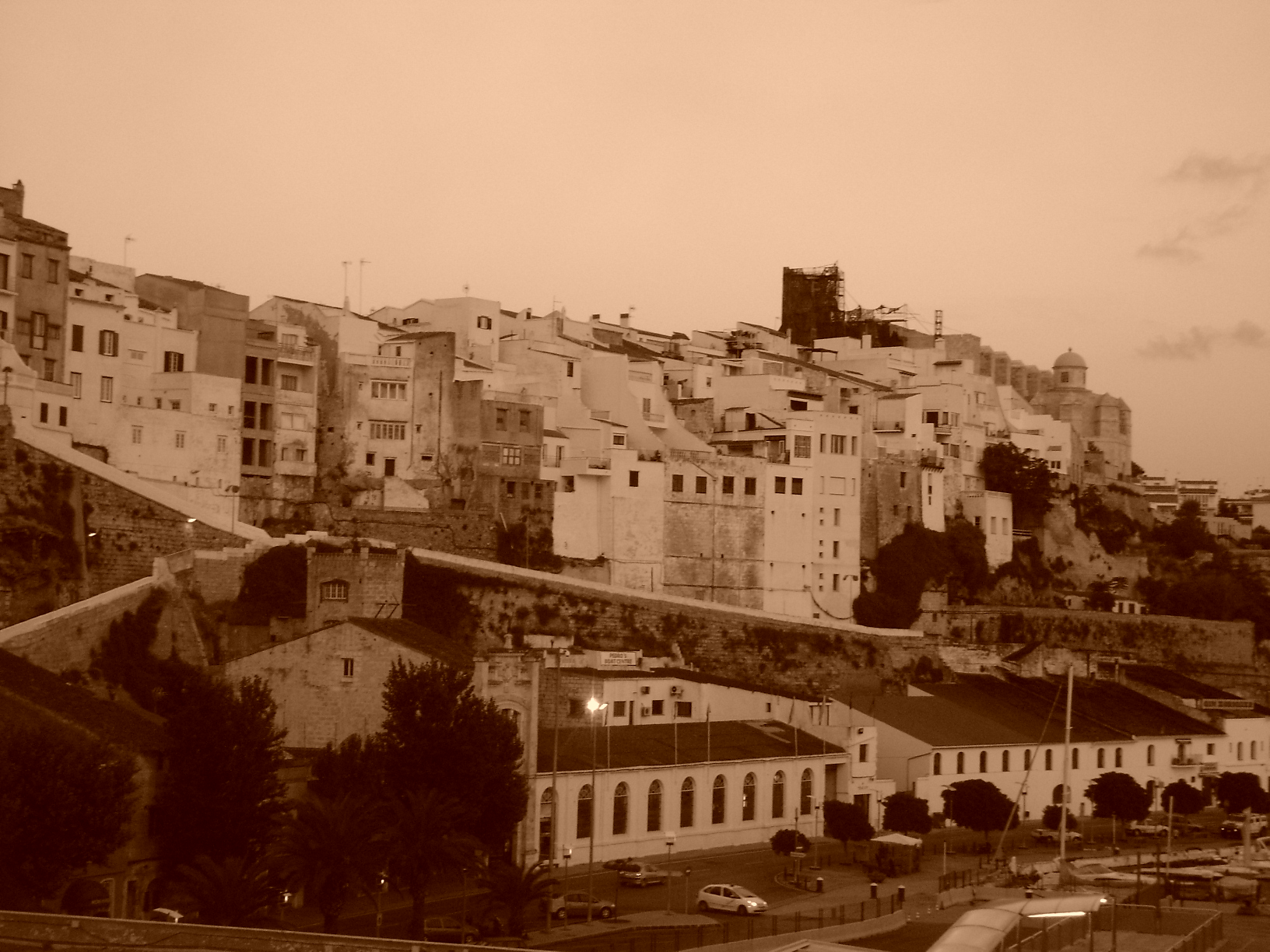
Le port de Mahon

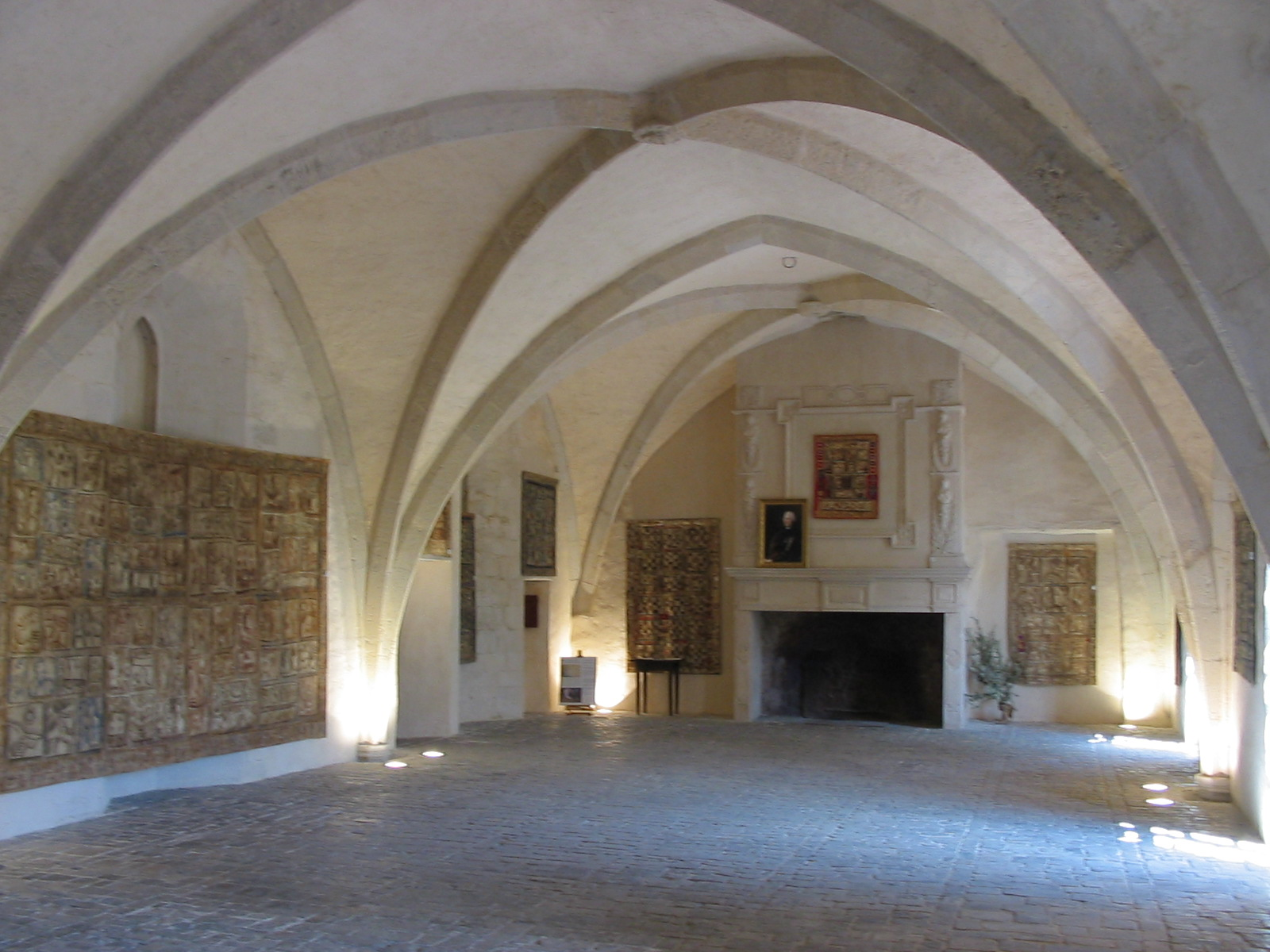
Salle d'honneur de la commanderie de Sainte-Eulalie-de-Cernon

Jean-Antoine naquit à Pertuis et passa toute son enfance au pied du Luberon où son père, colonel en retraite, le redoutable « Col d’Argent », menait ses domaines et sa famille à la façon de ses régiments. Frère cadet de Victor, sur ordre paternel, il est reçu de minorité dans l'ordre de Saint-Jean de Jérusalem en 1720, à l'âge de trois ans. Il y fit toutes ses caravanes Devenu chevalier de Malte, en 1768, et eut la charge du gouvernement de la Guadeloupe.
Dans l’île, son compagnon d’armes fut Richard de Sade, l’oncle du Divin Marquis. Il a l'ordre de ne rien entreprendre sans en référer au gouverneur général des îles du Vent Maximin de Bompar et s’entendre avec l’ordonnateur Marin pour réprimer la contrebande. Prenant conscience que la Guadeloupe est mal armée pour une nouvelle attaque anglaise, il demande en 1756 à reprendre son poste dans la Marine et rentre en France avec sa maîtresse noire Félicité et son enfant.
Le duc de Richelieu assiégeant Port Mahon aux îles Baléares, Jean-Antoine Riquetti fit partie du convoi qui vint à sa rescousse en 1757. Les galères de l’Ordre firent le blocus du port et Mirabeau ne dut d’avoir la vie sauve qu’à son Virgile. Une balle tirée par un défenseur minorquin l’atteignit à la poitrine mais elle se ficha dans son livre.[réf. nécessaire]
La même année sa réputation de marin et son rang le firent pressentir pour le portefeuille de ministre de la Marine. Mais la Pompadour qui préférait Peyrenc de Moras l’imposa au roi. Déçu, ayant la charge de la commanderie de Sainte-Eulalie-de-Cernon, il acheta alors la charge de général des galères pour la somme de 150 000 livres qu’il emprunta à son frère aîné.[réf. nécessaire]
Puis il se retira à Mirabeau huit ans plus tard. Grand épistolier, le bailli rédigea alors plus de 4 000 lettres dont une majeure partie à son frère Victor.

### L’oncle et le neveu

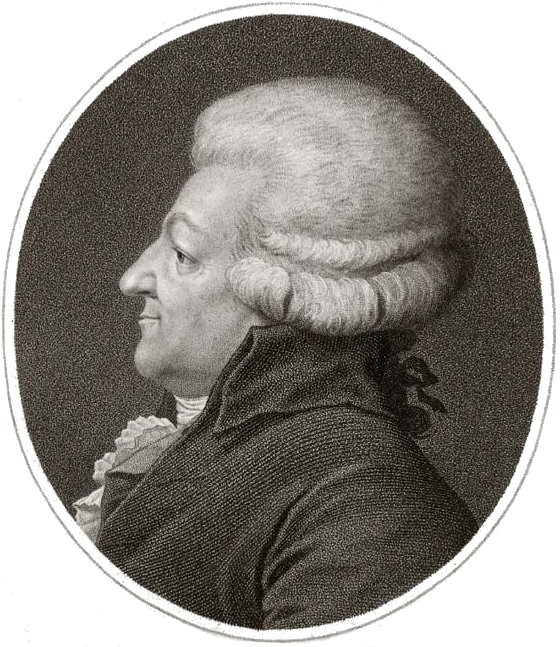
Mirabeau
Gabriel-Honoré ressemblait à son oncle Jean-Antoine

La première rencontre du bailli avec son neveu Gabriel-Honoré, eut lieu au pied du Luberon le 14 mai 1770. Un courant de sympathie passa immédiatement entre les deux hommes. Le vieux marin écrivit alors à son frère : 

« J’ai été enchanté de le voir. Je ne sais si, comme on dit, j’ai la foire au cœur, mais le mien s’élargit beaucoup en le voyant. »

Il savait que « l’Ami des Hommes » n’apprécierait pas. Déjà dès la naissance de son aîné, il avait écrit au chevalier de Malte pour lui décrire méchamment les tares de son neveu : un crâne énorme, une langue enchaînée par un filet, un pied tordu, deux dents formées, etc. Trois ans plus tard, quand le jeune garçon fut atteint de la petite vérole, son oncle reçut ce mot laconique : 

« Ton neveu est laid comme celui de Satan. »

Pourtant Gabriel-Honoré passait pour ressembler au bailli. Celui-ci modifia donc le tir vis-à-vis de son aîné : 

« Ou c’est le plus grand persifleur de l’Univers ou ce sera le plus grand sujet de l’Europe pour être pape, ministre, général de terre ou de mer et peut-être agriculteur. Il sera meilleur que Marc-Aurèle s’il n’est pire que Néron. »

Deux ans plus tard, ce fut l’oncle qui se chargea d’aller demander pour le jeune comte de Mirabeau la main de Mademoiselle de Marignane à son père. Il fut poliment éconduit. Gabriel-Honoré dut user alors d’un moyen fort spectaculaire pour faire céder la famille et obtenir la dot de la riche héritière. 
Au cours des années 1782 et 1783, les deux hommes furent amenés à passer ensemble de longs mois tant à Mirabeau qu’à Aix-en-Provence. Confronté à son beau-père qui demandait la séparation du couple, le comte ne pouvait compter sur aucun soutien de son père. Au contraire, celui-ci déversait sur son compte des kyrielles d’insanités. Le Bailli, circonvenu contre son neveu, le reçut donc fraîchement. Il écrivit le 5 octobre au marquis : 

« J’ai pris une aversion pour cet homme qui est surprenante. »

Et de lui reprocher son orgueil et d’avoir « la certitude que lui seul sait penser ». Mais quelques jours plus tard, le charme du neveu avait opéré. Il fit savoir à son frère : 

« Monsieur Honoré m’a paru très assagi quant aux idées, qu’à tout prendre il est très agréable et docile. »

Pourtant, au cours du procès, où son neveu se révéla un formidable orateur, le bailli découvrit avec stupeur les lettres accablantes que « l’Ami des Hommes » avait fait parvenir à la belle-famille de son fils. Outré, il apostropha vertement son frère : 

« Je ne pouvais en croire mes yeux, où as-tu été chercher tout ce que tu écris et dont tu dis que j’ai les preuves, ce qui n’est pas ?. »

 Du coup, pour soutenir la cause de son neveu, il engagea au Mont-de-Piété sa croix de Malte enrichie de diamants.

### De l’admiration au dédain

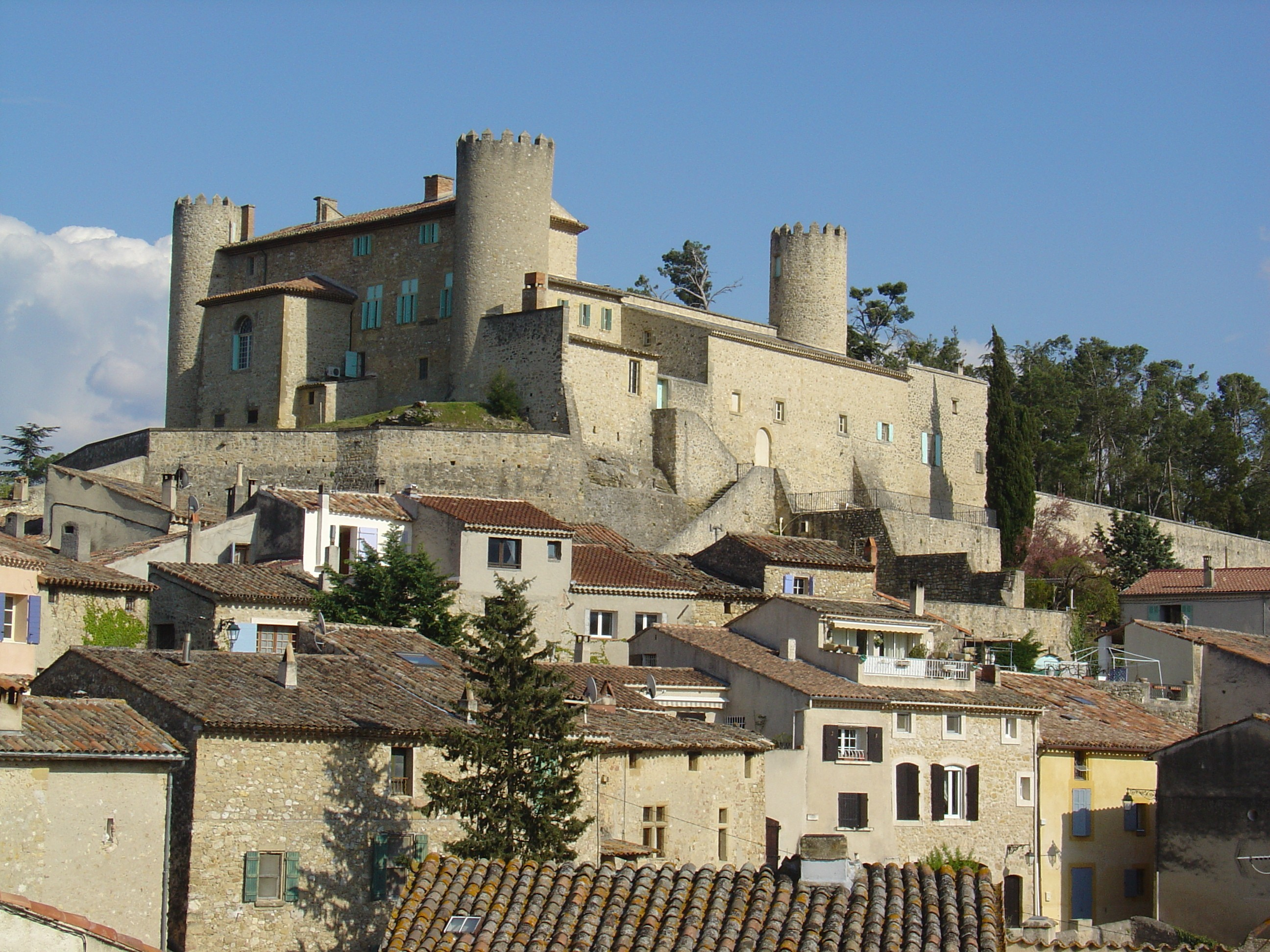
Le château de Mirabeau
dit la Grand Bastide

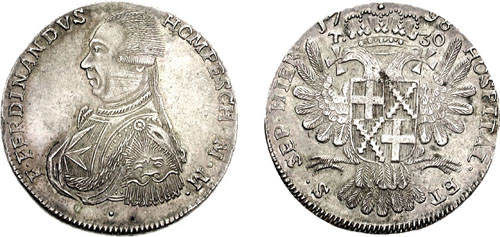
Monnaie d'argent de Malte au début de la Révolution française

Le procès fini et perdu en dépit du talent de Mirabeau, les rapports des deux hommes ne retrouvèrent jamais le caractère qui avait été le leur. L’ingratitude de Gabriel-Honoré envers la seule personne qui l’avait apprécié et admiré y fut sans doute pour beaucoup. Et quand celui-ci tentera, au cours de l’été1778, de renouer avec son oncle, le bailli restera de marbre. 
Il faut dire qu’il se heurtait dans le même temps aux résultats désastreux de la gestion de « l’Ami des Hommes » dans ses seigneuries de Mirabeau et de Beaumont. Une note envoyée à celui-ci l’avertissait que ses bastides et ses moulins tombaient en ruines tout comme ses châteaux qui avaient besoin de sérieuses réparations. Il obtint pour toute réponse une fin de non recevoir. À tel point que l’on peut se demander si c’est au neveu ou au frère qu’il en voulait le plus ! 
Le bailli en avertissant son aîné avait pourtant été clair : 

« Le Bourget a besoin de beaucoup de réparations, Négréaux est inhabitable, Clapier est dans un état triste et déplorable. La Grand Bastide menace d’une ruine prochaine, Quatre Tours et Laigue ont besoin d’être refait à neuf. Quant aux moulins presque tous tombent en bas, beaucoup de bâtiments menacent ruines et il a bien à réparer. »

Et comme Jean-Antoine suggérait de faire réaménager le château (la Grand Bastide), il se fit rétorquer par son frère : 

« Ainsi que tu ne suis pas les modes, quant à toi, pour la frisure, je ne les suis pas pour le château… Je vois que tous les châteaux décorés et grandement bâtis il y a 150 ans sont encore beaux et tenus pour tels. »

Pendant la Révolution, le bailli s’en fut s’installer à Malte où il séjourna en même temps que le jeune chevalier de Sade, Donatien-Claude-Armand, le fils du Divin Marquis, pour lequel son grand-oncle Richard avait obtenu une commanderie en 1789. Jean-Antoine de Riquetti, bailli de Mirabeau, s’éteignit dans l’île en 1794.